# 正分子醫學
正分子醫學，(英語：Orthomolecular Medicine)或「正分子療法」是一種聲稱透過大劑量營養補充，來維持健康，治療疾病的另類療法。不符合實證醫學，對任何疾病都缺乏有效之證據。所謂「正分子」指一種“疾病源自身體營養環境不平衡”的觀點，於是疾病的治療要靠補充大劑量維生素、礦物質、氨基酸、微量元素和脂肪酸等來達到「分子級的正確」，糾正所謂“個體生物化學的不平衡，優化人體生化內環境” 。正分子療法的支持者認為，人體生化內環境某些物質的不平衡會導致各式各樣健康問題，毛病不限於只是醫學上的維生素缺乏症而是包羅萬象，並認為平衡這些物質是維持健康不可或缺的一部分。以補充大劑量維生素、及其他營養素為手段，正分子療法使用許多倍於「建議單日攝取量」的維生素，這部份用法等同超劑量維他命療法。而正分子療法除維生素外還可包括超量礦物質和其他營養素。
“正分子”一詞（希臘語 ortho- 正確）是美國化學家萊納斯·鮑林在1968年提出，意指“正確數量的正確分子”用在他推行的超量維生素 C治病法

。
正分子醫學亦有稱「正分子療法、細胞分子矯正，分子矯正醫學，細胞矯正醫學，營養素醫學療法，正確分子療法、正分子營養療法、日式點滴榮養」，被歸類在另類療法。被定位為偽醫學，不是醫學的一個分支或科系。正分子醫學的理念以及療效並沒有科學證據，對預防慢性病，這種“療法”也無效。
自 1970 年代正分子療法命名出現以來，就一直被質疑其真實效果。科學和醫學界一致認為，正分子醫學倡導者所提出各式各樣的療效缺乏足夠支持證據 。正分子醫學被視為一種偽健康飲食和江湖庸醫。
把過量稱「超劑量」、把超量，不正確量稱「正分子」，其實是用詞不當（Misnomer），是行銷的口號、流行語（Catchphrase）。
不同於業者宣稱「極為安全」，某些維生素的大劑量使用會增加心血管疾病、癌症和死亡的風險。醫學界普遍認為，除特定的維生素缺乏症之外，對於正常人來說，均衡飲食包含所有必需的維生素和礦物質，無需另外常規補充。

## 發展歷史
1968 年，雙諾貝爾獎得主萊納斯·鮑林提出了「正分子」一詞來表達其「正確的分子和正確的數量」的概念。他堅持「大劑量維生素 C 可以治療癌症」，被頂尖期刊文獻推翻，但在癌症患者中，超量維他命療法和正分子療法（後者除維他命還添加了礦物質和其他微量營養素）仍然受推介。
1930 年代，已見醫生以超量維生素來治病，效果令人失望。 1950 年代和 1960 年代，陸續有嘗試使用超高劑量維生素 C 治療多種疾病，包括小兒麻痺，以及使用維生素E治療心血管疾病。經檢驗均無效。 1960 年代後期提倡超劑量維生素 C的化學家史東把人類體內不製造維生素 C的現象說成是「基因缺陷」，發明一種病名「維生素 C過低症 hypoascorbemia」，全人類皆有此病。這病名未被科學界認同。
史東向鮑林推介了維生素 C 五十倍劑量的用法(後增到三百倍)，被認為是正分子療法的創始人之一
。成年的大猩猩每天進食25公斤，食物主要是果實、葉子和植物的根，估計維生素 C每天攝取約 4 至 5 克。史東依此認為人類每天應攝取約 4 至 5 克維生素 C。鮑林則引用猴子飼料含相當70倍於人類建議單日攝取量的維生素 C（相當於4.2公克），認為人類每天應攝取約 4 至 5 克維生素 C。
在1950年代，有些人認為維生素缺乏症會導致精神疾病，而給急性精神分裂症患者大劑量菸鹼酸（維生素B3）或 菸鹼醯胺（維生素B3的醯胺化合物）。後續研究證實無效。
即使在另類醫學中，正分子療法也不是特別受重用。

### 萊納斯·鮑林
鮑林提倡使用維生素C來預防和治療各種疾病，尤其是傷風感冒和癌症。然而，鮑林著作《維生素C與傷風感冒》（1970年）和《維生素C與癌症》（1979年）中的論點並非基於可靠的同儕審查醫學研究。鮑林本身的知名度引起了大眾關注，及科學界探討維生素C 。
在1960 年代末，鮑林推測，某些超量維生素和礦物質除了保持身體健康，還可以治療某些精神疾病。他將這種方法稱為“正分子療法”，用以表達「身體各種重要分子維持在正確濃度」的概念。此後，他不斷擴展他認為可以透過「正分子療法」治療的疾病清單(吸毒者戒癮及消滅病毒、細菌)，並不斷增加此類療法中的營養素種類。然而，沒有一位負責任的醫學或營養學家認同這種觀點。鮑林的學生和長期合作夥伴，鮑林研究所首任所長，羅賓遜結論：鮑林推薦的高劑量（每天 5-10 克）維生素 C 實際上可能會促進小鼠患上某些類型的癌症。維生素C可能會干擾五種抗癌藥物的功效 [24]。鮑林不願意接受實驗證明的事實，繼續宣傳他的主張：「僅靠維生素C就能預防和治癒75%的癌症。」鮑林晚年說，成年人維生素 C 的適當攝取量「約為每天 10 或 20 克」。鮑林對人們普遍誤以為高劑量維生素C能有效治療感冒和其他疾病負有主要責任。在保健食品產業成功削弱美國食品藥物管理局消費者保護法的運動遊說中，鮑林也發揮了作用。
在鮑林提倡維生素C來預防和治療感冒，過去30年進行的大量研究清楚證明，每日補充維生素C，無論100毫克或5000毫克，都無法預防感冒，而且只能對部分人產生輕微的緩解和縮短感冒持續時間的效果。研究總結作者道：“我和其他人一樣，經常感冒，而且感冒嚴重，因此我認為，終生每天服用三次維生素C或許可能有微小益處，不值得承擔風險，不論風險多小。”
鮑林和幾位同事創立的萊納斯鮑林研究所聲明，基於目前存在的流行病學、生化和臨床證據，考慮到維生素C的毒性極低，同時最佳攝取量資訊不完整。建議「一般健康成年人每日攝取400毫克維生素C」，還要注意的是，本所的建議「僅針對健康族群的疾病預防，而非疾病治療」。美國國立衛生研究院則指出，年輕、健康的非吸菸者每天攝取約 400 毫克維生素 C 時，血漿和循環細胞中的維生素 C 水平就會完全飽和。

### 正分子療法界的支持者

#### 馬克斯·葛森（英语：Max Gerson）
他發明了「葛森療法」，聲稱可以治癌。葛森於1920 年代為治療自己的頭痛而創立「葛森療法」，不久，治療對象主要為結核病患。目前治療對象則是癌症以及世界上大多數的慢性病、退化性疾病。葛森療法的重點是所謂的「排毒」，需要（1）嚴格素食，生吃蔬果、亞麻仁油（2）補充營養，服用碘化鉀，維他命A,C,及B3，胰島腺酶，及胃蛋白酶，注射粗製的生牛肝萃取物及維他命B12。和（3）每天一到四次用咖啡灌腸，做臭氧灌腸。

美國國家癌症研究所評估的結論：葛森的數據顯示「葛森療法」沒有任何好處。葛森療法既無效又危險。葛森療法發生了嚴重的後遺症，甚至死亡。「葛森療法」從未通過美國食品藥物管理局的審核，葛森診所不在美國，因為葛森療法在美國是非法。葛森網站推薦了戰勝癌症物超所值的榨汁機。網站提醒病人千萬別買錯便宜果汁機，而沒有治癌效果。

#### 舒特兄弟（英语：Evan Shute）
1930 年代用超量維生素E治療心臟病。然而，當時醫學界看不出維生素E的益處。
評論中指出，舒特的研究設計不良；均無對照研究，而現有其他所有的相關試驗結果均無療效。其他研究者精心設計的研究結果發現，維生素 E 療法對心絞痛並無益處。舒特則反對「對照研究試驗」，稱之為不道德。舒特的「沒有對照研究的試驗」很難在醫學期刊上發表。1985 年，鮑林寫道「過去四十年來，醫學界未能認識維生素 E 在控制心臟病的作用，導致了大量不必要的痛苦和許多人早逝。」
最初，流行病學研究發現，攝取更多維生素 E 的人患冠心病等慢性病的風險較低。但這種觀察型的研究無法區分是維生素 E 本身的效果，或只是共變因 。之後的隨機對照試驗，以及統合分析則顯示任何形式的維生素 E 補充劑並未對預防慢性病有任何明顯益處。 21世紀的臨床研究表明，維生素C、維生素 E 補充劑對心血管疾病沒有益處。美國國立衛生研究院目前的立場是，維生素 E 補充劑對預防或治療任何疾病沒有令人信服的證據。
除了缺乏明顯益處之外，一系列的統合分析報告，補充維生素 E 與死亡風險增加有關；考科藍合作組織進行的一項統合分析還發現，除了維生素 E，包括維生素 A 和β-胡蘿蔔素也會顯著增加死亡率

#### 威廉·麥考密克（英语：William McCormick (physician)）
自1948年，麥考密克開始在患者身上使用大劑量維生素C來對抗當時和現在通常被認為與維生素C缺乏症無關的疾病（傳染病，抗病毒和抗細菌）。麥考密克在試管中發現“維生素C拮抗化學毒素和細菌毒素”，提出維生素 C 缺乏導致的膠原蛋白生成不良是導致妊娠紋、心血管疾病和癌症等多種疾病的主要原因。麥考密克發表「維生素C治療心血管疾病」的文章。他也是第一個提出維生素C可以強化膠原蛋白，可能阻止癌細胞在體內擴散的人。
他率先使用克級劑量的維生素C，為如今每天10萬毫克靜脈注射維生素C用以抗病毒、抗癌奠定了基礎。後來啟發鮑林和卡梅倫使用超大劑量維生素C抗癌。

#### 馬提亞斯·拉特（英语：Matthias Rath）
拉斯聲稱他配方銷售的「細胞醫學」，包括一套維生素營養補充劑，可以治療或治癒糖尿病、心血管疾病、癌症和愛滋病 。這些說法並沒有任何可靠的醫學研究支持。 
拉斯的作法和道德，廣泛受到了醫療組織、愛滋病團體和聯合國等組織的批評 
。無國界醫生組織南非負責人戈梅爾評價，「拉特這傢伙引誘（愛滋病）患者採用未經認可、沒有任何科學依據的治療，正在害死病人」。 
- 拉斯聲稱，哈佛大學公共衛生學院發表在《新英格蘭醫學雜誌》上的一項研究證實了補充複合維生素可以減緩HIV發展為愛滋病。研究作者發表聲明，譴責拉斯的「不負責任且具有誤導性的言論，故意曲解研究結果」。 作者認為複合維生素最多只能作為一種營養補充。[89][90]
- 拉斯的廣告宣稱，拉斯營養補充劑在治療愛滋病毒/愛滋病方面優於抗逆轉錄病毒療法，並暗示其說法得到了世界衛生組織、聯合國兒童基金會和聯合國愛滋病規劃署的認可。這些機構發表聯合聲明，譴責拉斯的廣告「錯誤且誤導」。[86][91][92]
- 拉斯將其維生素補充劑宣傳為愛滋病治療方法，並在南非進行非法試驗而廣受批評[93][94]。拉斯將有效的抗逆轉錄病毒藥物稱為有毒，抗逆愛滋病毒藥是藥廠利益的全球陰謀的一部分。[95]
- 拉斯因為他的維生素產品導致數人死亡，在南非被提起訴訟[96][97][98]
- 拉斯與鮑林提出了一個理論：「缺乏維生素C是心血管疾病的原因」。人類無法合成抗壞血酸，加上攝取不足因此補充缺乏的維生素C是治療心血管疾病的通用方法 [99]。

#### 歐文‧史東（英语：Irwin Stone）
他認為：由於基因突變而無法自行合成維生素 C 的生物體會患上一種他稱之為「低抗壞血症」的疾病。醫學界並不使用這個字眼，也不認可「無法自行合成維生素 C 是一種疾病」的觀點，也不認可史東之須要超大量補充維生素 C 的觀點。 

#### 卡爾·菲佛（英语：Carl Pfeiffer (pharmacologist)）
發明了「組織胺缺乏症」（Histadelia） 的說法，指血清組織胺和嗜鹼性粒細胞增多，可能會導致憂鬱症的一種假想疾病。他表示，這可以用大劑量的甲硫胺酸和維生素 B6 來治療這種病。這種療法目前還沒有發表過有效的臨床試驗。
他認為體內生化失衡是許多心理問題的根源。他將思覺失調症分為三種他假想的生化類型：「組織胺減少症，histapenia」、「組織胺過高症， histadelia」和「吡咯升高，pyroluria」。界定思覺失調症為「化學失衡誘發的代謝紊亂」。
“每種有益的藥物，都有對應一種天然物質可以達到同樣的效果。”菲佛斷言。

### 宣稱的療效
正分子療法倡導者聲稱對以下多種疾病有預防、治療、甚至治癒之功效：痤瘡[39]、酗酒,、過敏、關節炎、自閉症、蜜蜂螫傷、躁鬱症、燒傷、癌症、傷風感冒、抑鬱症、藥物成癮、藥物過量、癲癇、心臟病、重金屬中毒、急性肝炎、單純疱疹、注意力不足過動症、高血壓、低血糖、流感、學習障礙、精神和代謝疾病 、偏頭痛、[傳染性單核白血球增多症]]、蕈類中毒、周邊神經病變和多發性神經炎（包括多發性硬化症）、骨質疏鬆症、小兒麻痺、一種「吡咯尿症」的假想疾病、急性放射線症候群、雷諾氏症候群、智能障礙、思覺失調症、休克、皮膚問題、蛇咬傷、蜘蛛咬傷、破傷風毒素及病毒性肺炎。
正分子醫師宣稱，根據患者血液檢查結果和個人病史，進行診斷，以開立最佳劑量的超巨量的微量營養素處方。 也可能包括改變生活方式和飲食習慣。正分子醫師可能強調並非單純補充大量維他命，而是根據個體需求，調整各類營養素的比例，以達到最佳的分子平衡。安排的套裝檢查中，有許多在醫學上被認為是無用的。
正分子療法或超劑量維生素對治療任何疾病都沒有證據。替代醫學業者強調「天然」食品及療法卻同時鼓吹購買營養補充品，大劑量維生素或靜脈注射，形成了諷刺的對比與矛盾。儘管正分子醫學的效果未得到證實，但在癌症患者中，服用高劑量維生素也很常見。英國癌症研究基金會表示，癌症患者若將維生素和膳食補充劑用作常規治療的替代品「可能損害健康，並大大降低治愈或控制癌症的機會」。

## 正分子精神病學
主詞條：正分子精神病學

如同正分子療法用超量維他命、營養素治病，“正分子精神病學家”則相信超量維他命、營養素可治療精神疾病。
在1950年代，相信某些營養素可以治癒精神疾病，亞伯蘭霍弗開始用菸鹼酸（維生素B3）治療精神分裂症。霍弗這一派「正分子精神科醫師」說，精神疾病是由生化缺陷、過敏、毒素或幾種他們假設的致病因素所引起。他們發明了吡咯尿症、組織胺尿症和組織胺減少症，以及血糖正常的低血糖、甲狀腺功能正常的甲狀腺功能不足、由於補牙引起重金屬中毒的幾種新穎的致病因。但找不到醫學專家、或現代醫學文獻認為這種病因是真實存在的。
正分子醫學進行所謂「個人化生化指標檢查」(業界也稱：功能性檢查、功能醫學檢測)，分析血液、尿液或其他體液中各種化學物質的濃度，以正分子醫學的眼光評估其整體健康狀況及潛在的異常。這些假設的致病因素則體現在「個人化生化指標檢查」中發現特定的所謂異常，再以所謂量身訂做個人化的營養補充計畫，以超大劑量維生素和包括禁食在內的飲食改變來治療，使身體恢復正常的功能。這些診斷和治療方法不屬於實證醫學 。正分子醫學的作法受美國精神醫學會駁斥。
- 吡咯尿症（英语：Orthomolecular psychiatry#Pyroluria）

一種正分子精神病學的假想疾病。業者亦稱「吡咯症」、「隱吡咯失衡」，引起失眠睡不好又易怒。
指由於血紅素合成不當，假想體內血基質前驅物「吡咯，pyrrole」含量過高，造成B6與鋅的吸收不良，影響情緒健康 。卡爾·菲佛認為吡咯尿症是思覺失調症（精神分裂症）、紫質症（卟啉症，porphyria）的一種形式，類比於急性間歇性紫質症，吡咯和卟啉過量而從尿液驗出。正分子精神醫師聲稱吡咯尿症與注意力不足過動症、酒精中毒、自閉症、憂鬱症、唐氏症、躁鬱症、精神分裂症、乳糜瀉、癲癇和精神病有關。
卡爾·菲佛的方法未經嚴謹測試。他人的研究要麼未能在正常對照組和患者的尿液中檢測到血吡咯和隱吡咯，要麼發現這些化學物質與精神疾病之間沒有關聯。。所以難找到醫學專家認為真的有這種病，難找到現代醫學文獻中關於吡咯尿症的文章。倒是有描述為「黑心藥品，snake oil」的。
2021年的PRISMA檢閱認為
「根據目前的證據，不建議將吡咯測試作為篩檢或治療工具。」
美國國家精神衛生研究所和美國兒科學會之權威機構批評正分子療法無效且有毒。
美國精神醫學學會專案組仔細審查了超劑量維他命療法、正分子療法支持者的文獻以及那些試圖重複其研究成果的人士之文獻。結論：
提倡超劑量維他命療法、正分子療法的人其可信度低。過去他們一直拒絕以對照組的方式進行試驗，也拒絕以科學上可接受的方式報告結果，十年來可信度更降低了。本工作小組一致認為，使用「超劑量維他命療法」和「正分子醫學」的「流行語、口號」，其實是用詞不當，他們透過廣播、大眾媒體和通俗書籍進行大規模宣傳，應受到譴責。
對於正分子醫學可以治癒兒童精神病和學習障礙的說法，美國兒科學會稱正分子醫學為「邪教」。

## 醫學和科學評價

### 方法學
醫學和科學對正分子療法的批評在其缺乏足夠的臨床證據；其科學基礎薄弱；已進行的研究數量過少且解讀過於空泛。即使觀察性的研究報告有正向結果。卻與設計更嚴謹的臨床試驗的結果相違。  因此，「沒有證據顯示正分子醫學有效」。
正分子醫學的支持者則引用了維生素有效治療維生素缺乏症的研究來反駁。然而，這忽略了正常飲食能夠提供充足維生素以避免維生素缺乏症，以及「維生素有效治療維生素缺乏症」與『正分子醫學』實際上無關 。由於缺乏科學嚴謹測試，正分子醫學被歸類為缺乏證據的替代醫學，被視為不科學。正分子醫學被描述為偽健康飲食和江湖庸醫，一種「誇大營養對健康和疾病之影響的信念」。正分子醫生經常使用可疑的診斷方法；例如頭髮分析的虛假結果，來決定哪些物質是「正確的」或「不正確」須要“治療”。 
正分子醫學的支持者認為，與順勢療法等其他替代醫學不同，正分子醫學的理念至少是基於生物學，不涉及奇思妙想，並且能夠產生可檢驗的結果。 可是「正分子醫學目前沒有證據顯示有效」。為缺乏證據的替代醫學。
研究顯示，當維生素 C攝入量超過 200 毫克/天時，血漿穩態濃度幾乎沒有改變，從飽和腸道吸收和腎小管重吸收數據表明，人體不太可能出現維生素 C過載，「即大量攝入維生素 C時，腸道不吸收、腎小管不重吸收而藉此排掉維生素 C」。

### 功效
整體而言，正分子醫學所提倡的大劑量攝取維生素並不符合科學共識。
美國癌症協會評論，目前的科學證據並不支持「正分子療法所宣傳治療的大多數疾病」。一些營養補充劑已被證明對特定疾病有益，但也有一些已被證實有害；公認正常均衡飲食是獲取對健康至關重要的維生素、礦物質和營養素的最佳方法。美國國立衛生研究院替代醫學顧問巴里·卡西萊斯表示：「科學研究尚未發現正分子療法對任何疾病有益」，醫學教科書也指出「沒有證據表明大劑量維生素或正分子療法對治療任何疾病有效」。 
一項超大規模的研究表明，「證據令人信服，服用複合維生素對停經後女性不論是常見癌症、心血管疾病或總死亡率都幾乎沒有影響」。  
營養素療法被認為無助於心理健康。  正分子療法受到了大多數醫療組織的批評，包括美國癌症協會、美國精神病學協會、美國國家精神衛生研究所 、美國兒科學會、美國軍人醫療保險  。和加拿大兒科學會。
美國醫學會稱以下觀點為「迷思」：
- 充足的營養無法透過正常飲食輕易取得、
- 使用殺蟲劑的食物都是有毒的、
- 所有食品添加劑都是有毒的、
- 維生素和礦物質缺乏很常見、
- 大多數疾病的病因是不良飲食，
- 不良飲食可以透過營養補充劑來預防。

## 不安全性
正分子醫學的提倡者認為營養補充劑正常存在於體內，強調安全無副作用。
可是某些維生素在高劑量下明顯有毒，例如維生素 A、D、E、K，特別是維生素(B3),，維生素D₃ 。可能只有維生素C除外，幾乎所有維生素 長期按照正分子醫生的建議用法使用都會引起不良反應。放棄正常醫療而選擇正分子療法可能會導致危險的健康後果，甚至死亡。  
在美國，藥品必須經食品藥物管理局審核其安全有效，才能上市，反之食品、膳食補充劑則必須經證明不安全，食品藥物管理局才採取監管措施。
不適當的、違反醫療常規的維生素和補充劑用法之潛在風險包括冠狀動脈疾病、高血壓、血栓性靜脈炎、周邊神經病變、共濟失調、影響神經系統、肝毒性、先天性畸形、流產、痛風性關節炎、黃疸、腎結石和腹瀉的風險。 恩斯特和西蒙·辛格在他們的著作《騙局還是治療？ 》中結論：「正分子醫學的概念在生物學上站不住腳，也沒有嚴格的臨床試驗結果支持。正分子醫學可能造成傷害並且通常非常昂貴而問題加劇。」
國家營養聯盟，代表八個著名科學和專業組織，結論：維生素大劑量療法 (a) 具有潛在危險，(b) 浪費金錢，以及 (c) 可能會誤導使用者認為他們的營養需求已經得到滿足，無需選擇適當的食物。 

## 所謂的偏見
正分子醫學界認為：一般醫學視「正分子醫學」為一種威脅。包括鮑林、霍弗和尤恩·卡梅倫在內的正分子醫學的倡導者聲稱，他們的研究成果受到了醫療和製藥行業的積極壓制。霍弗指稱：「不存在單一主導和指揮的陰謀。然而，存在著由眾多專業人士及其協會主導和指揮的陰謀，他們有一個共同的目標，那就是保護自己來之不易的正統觀念，無論對手、同事或患者為此付出什麼代價。」
醫學界的成員否認有這種制度化的偏見、壓制。醫學期刊要求臨床研究報告要以嚴謹設計、對照控制的前瞻性試驗進行研究是對全學界的要求並不是針對正分子醫學。《臨床腫瘤學期刊》的評論否認全體醫生們整合串謀起來反對某項治療的可能性。 萊納斯·鮑林科學與醫學研究所（萊納斯·鮑林研究所的前身，再之前為正分子醫學研究所）聲稱學界存在共謀打壓，但現今的萊納斯·鮑林研究所的主要資金其實來自美國國立衛生研究院和其他聯邦政府機構。